# Liisi Koikson
Liisi Koikson (Kilingi-Nõmme, 4 giugno 1983) è una cantante estone.

## Biografia
Originaria di Kilingi-Nõmme, ha acquisito la rilevanza nazionale nel 1993 dopo la sua partecipazione al programma Laulukarussell, dove è stata dichiarata vincitrice in due occasioni.
Nel 1994 ha partecipato allo Zecchino d'Oro, eseguendo Se voglio, canzone vincitrice dello Zecchino d'argento per le canzoni estere.
Nel 2001 ha preso parte all'Eurolaul, il processo di selezione eurovisiva estone, piazzandosi al 2º posto con 66 punti. L'anno successivo è uscito il primo album in studio The Gemini Diaries, che le ha conferito la vittoria nelle categorie di artista femminile dell'anno e rivelazione dell'anno agli Eesti Muusikaauhinnad, il premio musicale più prestigioso dell'Estonia. Anche il terzo disco Väike järv ha riscosso un successo considerevole, fruttandole due statuette su quattro nomination agli EMA 2006.
Nel 2007 è uscito il disco Väikeste asjade võlu, candidato per altri due premi agli Eesti Muusikaauhinnad. Vincerà una quinta volta alla medesima cerimonia premiazione nel 2011 grazie all'uscita di Ettepoole.
Due anni dopo ha partecipato nuovamente alla selezione nazionale per rappresentare il proprio paese all'Eurovision Song Contest, eseguendo il duetto con le Söörömöö Üle vee, dove tuttavia si sono classificate al 5º posto in finale su dieci partecipanti.
È stato successivamente messo in commercio l'album Coffee for One, che le ha valso una candidatura come artista femminile dell'anno agli EMA annuali.

## Discografia

### Album in studio
- 2002 – The Gemini Diaries
- 2003 – Liisi Koikson
- 2005 – Väike järv
- 2007 – Väikeste asjade võlu
- 2010 – Ettepoole
- 2012 – Liisi Koikson ja vaikne esmaspäev
- 2017 – Coffee for One
- 2023 – Põimumised (con Joel Remmel)
- 2023 – Tiks 054 (con Marti Tärn e Sander Mölder)
- 2024 – Väikeste asjade võlu

### Album dal vivo
- 2006 – Väike järv kontsert Pirgu mõisas

### EP
- 2019 – Bittersweet

### Singoli
- 2012 – Üle vee (feat. Söörömöö)
- 2017 – Procrastination Queen
- 2019 – Can't Stop Dancing (feat. Sander Mölder)
- 2020 – Üksindus
- 2021 – Sind vaid kiidan
- 2022 – Detsember
- 2023 – Nagu merelaine (con Marti Tärn e Sander Mölder)
- 2023 – Still (con il Mingo Rajandi Quintet e Mingo Rajandi feat. Marek Talts, Ahto Abner, Joel Remmel & Marti Tärn)